# Троїцький Дерманський жіночий монастир УПЦ МП
Троїцький Дерманський жіночий монастир УПЦ МП — як православний монастир заснований наприкінці XV ст. українським магнатом князем Острозьким в с. Дермані Другій на Волині. Утримувався коштом князів Острозьких. Один з осередків антиунійної боротьби в Україні наприкінці XVI — 1-й половини XVII століть, пізніше — монастир Руської унійної церкви. Контролюється УПЦ МП. 

## Архітектурні особливості монастиря
Комплексу монастиря-фортеці св. Трійці надано статус пам′ятки архітектури національного значення постановою Ради Міністрів УРСР від 24.08.1963 р. Об′єкт включає:
- Надбрамну башту-дзвіницю
- Церкву св. Трійці
- Корпус келій
- Флігель з теплою церквою
- Криниця
- Фрагменти оборонного муру

Однією з найвизначніших пам'яток Дерманського монастиря вважається надбрамна дзвіниця з п'ятьма ярусами та фрагменти бійниць знайдених під час досліджень монастиря. Власне, самі будівлі є свідченням того, що в своєму первісному вигляді монастир містив елементи готичного архітектурного стилю, який був дуже поширений в ту епоху на Волині. Функцію дзвіниці башта отримала у І пол. XIX ст. після надбудови п′ятого поверху з високими стрільчастими вікнами по три з головного і протилежного фасадів і по два — з бокових. По закінченню надбудови башта у найвищій своїй точці досягала тридцяти метрів, тому і видно її було за багато кілометрів.
В 1602 році в самому центрі, вздовж оборонного периметра на місці колишньої дерев'яної монастирської території закладається доволі невелика тричастинна однокупольна кам'яна Троїцька церква, прямокутна в плані (25 м х 17м) з притвором, яку ми можемо бачити і донині. Це рідкісний, якщо не єдиний за типологічними ознаками кам′яний храм. До цих ознак відносилися: високий восьмигранний барабан купола зі світловими вікнами, пілястри (спарені на північно-східному і південно-західному фасадах) тосканського ордера, напівкругле вікно, високі віконні арки, широкий фриз між профільованих карнизів та трикутні фронтони двосхилого даху. Храм Святої Трійці збудований в стилі східного бароко та Федорівський храм на другому поверсі приміщення де знаходиться трапезна, були центром монастирського життя.
Флігель з теплою церквою Дерманського Троїцького монастиря побудовано в південній частині комплексу біля оборонної стіни з використанням елементів більш ранньої конструкції. Його відмінною рисою є т-образний периметр, центральна частина якого увінчана ламаною лінією декоративного фронтону, слуховим напівкруглим вікном, віконними бровками другого ярусу та пілястрами тосканського ордеру.
Щодо великої криниці, яка й донині збереглася на території жіночого монастиря, то про неї існує досить містична легенда. У ній було зроблено підземний хід, який виводить на південно-східну сторону гори. Цей підземний хід і є тією загадковою таємницею замку… Вхід до колодязя на разі замурований. Але на початку 60-х ХХ ст. сюди можна було вільно потрапити.

### Православний період
У 1574—1575 рр. управителем монастиря був  першодрукар Іван Федоров. У 1602 р. князь Василь-Костянтин Острозький подарував монастиреві друкарню, внаслідок чого Д. М. на деякий час став осередком книжкової справи. Першим ігуменом Д. М. був Ісакій Борискович. Ченці вчили грецької, латинської і слов'янської мов, робили переклади.
Антоній Грекович у 1598 році висвячений на архидиякона Дерманського монастиря.

### Греко-католицький період
Архімандритом Дерманського М. був (1625—1633 рр.) полоцький архієпископ Мелетій Смотрицький — до і після переходу на унію. Тоді знаходився на території володінь брацлавського воєводи князя Олександра Заславського, який коротко перед 1627 роком став католиком. Князь О. Заславський разом з митрополитом Йосифом Велямином Рутським сприяли переходу М. Смотрицького на унію. Папа Урбан VIII 5 червня 1631 року надав М. Смотрицькому посаду (титул) ієраполітаньського архиєпископа, який є під юрисдикцією Антіохійського Патріарха.
Пізніші архимандрити:

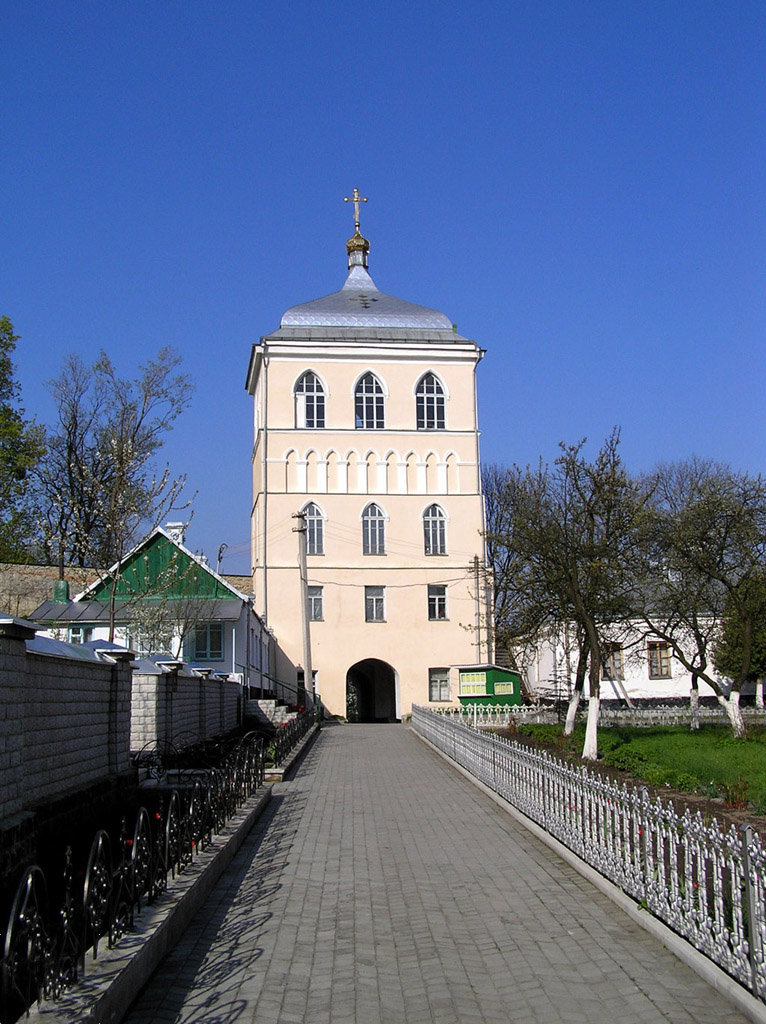
Сучасний вигляд монастиря

- XVII сторіччя Іван Дубович, Антін Терлецький, Кипріян Жоховський
- XVIII століття — Януарій Огурцевич, Вінницький, Пилип (Володкович), Максиміліян Рилло, Теодосій Ростоцький, Теодосій Ґойжевський.

### Російська окупація
1821 р. російський окупаційний уряд відібрав Д. М. у василіян і передав православним ченцям РПЦ з Острога. До 1920 р. в Дермані існувала церковно-учительська школа. Згодом була відкрита єпархіальна дівоча школа, згодом перетворена на українську приватну гімназію (до початку 30-х рр.).

### Після відновлення української державності
Після відновлення української державності, з 24 грудня 1991 відновлено і діяльність монастиря, який почав діяти як жіночий.
Настоятелькою монастиря є ігуменія Вероніка Зощук (народилася 2 січня 1958).